# Autopista Circunvalación del Este
La Autopista Circunvalación del Este, conocida simplemente como Autopista del Este es la principal y más transitada Autopista de Valencia en el  Estado Carabobo, la misma une de sur a norte al Área metropolitana de Valencia desde el Centro del municipio Valencia hasta el municipio Naguanagua. Pertenece al Eje Vial Nacional Troncal 1. Comunica a toda la Región Central con la Región Capital, Región Nor-Oriental y la Región Centro Occidental. La autopista fue construida durante los años 60 y 70, siendo uno de sus principales impulsores el General Marcos Pérez Jiménez y el presidente Rómulo Betancourt y Raúl Leoni. Diseñada originalmente para un flujo máximo de 20.000 vehículos, diariamente la autopista es usada por cerca de 80.000 automóviles así como camiones de transporte y autobuses.

## Historia
La Autopista fue diseñada como la continuación de la Autopista Regional del Centro y planteada en el año 56, en el gobierno del General Marcos Pérez Jiménez, pero con menos distribuidores, para conectar a Valencia con Puerto Cabello. Así la idea se dio, pero desarrollada bajo la Gobernación del Estado Carabobo en los años 60.
Tras años de estudios, y adaptándose a las diferentes urbanizaciones que ya se habían formado al este y al norte de Valencia, se tuvieron que diseñar nuevos accesos y distribuidores que no aparecían en el proyecto original, dando lugar a tres distribuidores con forma de trébol, un puente y tres accesos, que acogieron los nombres de las urbanizaciones a las que servía.
Para ello, también se tuvo que hacer avenidas y calles que conectaran la nueva autopista con la Ciudad de Valencia, para ello, también se creó la Avenida Paseo Cabriales obra del Presidente de Venezuela Doctor Jaime Lusinchi y del Gobernador de Carabobo Profesor Oscar Celli.
Otras importantes obras viales, como el Elevado de El Viñedo, la Avenida San José de Tarbes, la Avenida Valencia en Naguanagua y la continuación de la Avenida Salvador Feo la Cruz. Se expandieron las ya existentes Avenida Cedeño y la Calle Rojas Queipo, arterias viales que ya estaban inscritas en el plano original del Centro de Valencia

## Troncal 1: Tramo Valencia - Naguanagua (Autopista del Este)
|  |  |                                      | Inicio de la Autopista del Este | Final de la Autopista Regional del Centro Avenida Lara Inicio Autopista del Sur                                                         |                                                |  | |
|  |  | Salida San Blas                      | Acceso La Adobera-San Blas | |                                                |  | |
|  |  | Urbanización Lomas del Este          | Urbanización Lomas del Este | Urbanización Lomas del Este | Urbanización Lomas del Este                    |  | Hay dos canales expresos para entrar al Distribuidor |
|  |  | Distribuidor Lomas del Este          | Lomas del Este | Avenida Cedeño | Distribuidor Lomas del Este                    |  | |
|  |  | Curva de la Loma                     | Lomas del Este | Parque Metropolitano | Curva de la Loma                               |  | |
|  |  | Distribuidor Fábrica de Cemento      | Las Chimeneas | Calle Rojas Queipo | Distribuidor Fábrica de Cemento                |  | |
|  |  | Urb. La Trigaleña Urb. Las Chimeneas | Urb. La Trigaleña Urb. Las Chimeneas | Parque Negra Hipólita Parque Fernando Peñalver                                                                                          | Parque Negra Hipólita Parque Fernando Peñalver |  | |
|  |  | Distribuidor El Trigal               | Avda. El Trigal (Urb. El Trigal) | Avda. San José de Tarbes (Urb. El Viñedo)                                                                                               | Distribuidor El Trigal                         |  | A través de ella también se accede a la Avda. Bolívar Nte. y a la Avda. Paseo Cabriales.                                                                 |
|  |  | Tramo Las Clavellinas                | El Trigal | Forum de Valencia | Forum de Valencia                              |  | |
|  |  | Puente de Las Clavellinas            | Avda. Hispanidad | Colegio de Abogados | Colegio de Abogados                            |  | A través de ella se accede a la Redoma de Guaparo, la Avda. Los Colegios, al Polideportivo Misael Delgado, la Avda. Bolívar Norte y la Avda. Universidad |
|  |  | Tramo Mañongo                        | | |                                                |  | |
|  |  | Distribuidor Mañongo                 | Avda. Salvador Feo La Cruz | Avda. Salvador Feo La Cruz | Distribuidor Mañongo                           |  | Con él se accede a Naguanagua, Mañongo y al Centro Sambil Valencia                                                                                       |
|  |  | Tramo Naguanagua                     | Tramo Naguanagua | Tramo Naguanagua | Tramo Naguanagua                               |  | Cuenta con vía de servicio para la sección ascendente de la Autopista                                                                                    |
|  |  | Distribuidor Naguanagua              | Avda. Valencia | Avda. Valencia | Distribuidor Mañongo                           |  | Con él se accede a Naguanagua y a El Rincón. |
|  |  | Tramo Bárbula                        | Tramo Bárbula | Tramo Bárbula | Tramo Bárbula                                  |  | Cuenta con vía de servicio para la sección ascendente de la Autopista y salida alterna a la Variante                                                     |
|  |  | Distribuidor Bárbula                 | Fin de la Autopista Variante Guacara-Bárbula                                                                                             | Inicio de la Autopista Valencia-Puerto Cabello                                                                                          | Distribuidor Bárbula                           |  | |
|  |  |                                      | Fin de la Autopista del Este Inicio de la Avda. Alejo Zuloaga de la Universidad de Carabobo Fin de la Autopista Variante Guacara-Bárbula | Inicio de la Autopista del Este Fin de la Avda. Alejo Zuloaga de la Universidad de Carabobo Fin de la Autopista Valencia-Puerto Cabello |                                                |  | |

- Datos: Q5712578